# 사회사업
사회사업(社會事業, 영어: social work) 또는 사회복지사업(social casework, 소셜케이스워크)은 빈곤, 사회부조리, 그리고 인권침해로 고통을 받고 있는 사람들의 삶을 보고 연구, 정책, 사회조직화, 직접 실천 및 교육하는 과정을 통해 삶의 질 개선과 개인, 사회, 공동체에 걸쳐 전반적인 웰빙의 삶을 추구하는 전문적이고 학문적인 분야이다. 연구는 특히 인적자원 개발, 사회 정책, 공공 행정, 심리 치료, 프로그램 평가, 국제 개발 및 사회 개발에 조명을 맞추고 있다. 사회 사업가(또는 사회복지사)는 지역, 국가, 더 나아가 한 대륙, 그리고 국제적으로 전문적인 기구들에 배치되어 있다. 사회사업은 경제학, 교육학, 사회학, 의학, 철학, 정치학, 인류학, 심리학 등 학제간의 연구가 활발한 분야이다.

## 역사
자선단체라는 개념은 산업혁명 때 사회적으로나 경제적으로나 대격변이 초래되면서 특히 빈곤문제 관련 문제와 해결책을 찾는 사회와 종교계의 노력으로부터 생겨났다. 빈곤문제를 다루는 것은 초창기 사회사업의 가장 주요한 목적이었다. 자선사업과도 복잡미묘하게 연관되어있지만, 근래에 와서는 더 넓은 의미로 사용되고 있다. 현대 사회에서는 과거와 달리 사회사업가들이 인종차별, 성차별, 동성애차별, 육체적, 정신적 장애나 나이로 인한 차별로 인해 일어나는 사회적 문제는 찾기 힘들다. 현대의 사회사업가들은 이전에 있어왔던 여러 문제들의 결과나 다른 분야들 보다도 복지사업의 모든 방면에 존재하는 사회적 병폐들에 대해 다룬다.
사회사업가들이 과학분야에 발을 들여놓기 시작한 것은 (빈곤은 질병과 같다는 사상이 지지 받던 때에) 각 개인을 관리하고 개선하려는 목적이었다. 또한 사회사업의 다른 모델들은 행동주의와 사회적 차원의 해결책을 주장하는 사회복지관 운동 및 제인 아담스 등의 사회운동가들을 통해서 시작되었다. 최근의 사회사업은 중대한 사업이며 사회문제를 이해 및 조정할 경우 전체론적 입장에서 접근해야 한다고 여겨진다. 이러한 접근으로 빈곤문제가 도덕적 결함에서 일어나는 것이 아니라 사회정책을 토대로 한 사회적, 경제적 바탕을 통해 일어난다는 인식이 생겨나고 있다. 이는 또한 사회사업이 또다른 역사적인 발전을 하는 데에 큰 영향을 주었다. 사회사업가들이 이러한 사회적 제재에 더 개입하게 되면서, 개인과 사회 모두 자율성 증진을 이루는 기회를 갖게 되었다. (아동보호전문가와 같은) 현대 사회사업가들이 사회적 제재에 더 개입한다는 의미라기보다는 사회사업가들사이에서 현재 이러한 일들은 계속 해서 집중적으로 논의되고 있는 과정이라고 이해하는 측이 더 바람직하다. 사회사업의 구조적인 문제와 인본주의적인 문제 사이에서 논쟁이 일어나는 것이 그 예이다.

## 현대의 사회사업가
국제사회복지사협회에 따르면, 오늘날의 사회사업이란 '조사와 실습 평가에 결과에 기반한 체계적인 구조 방법론을 근간으로 한 각 상황에 따른 지역적, 민족적 이해에 바탕을 두고 있다. 사회사업은 인간과 자연 사이의 복잡한 상호작용과 생리심리학적인 요인들을 포함해 다양한 영향을 받고 또 변화하는 사람의 능력을 통해 인식된다. 사회사업 전문가들은 이를 통해 인적 자원 개발 관련 이론을 이끌어내고, 사회 이론과 사회구조를 파악하여 복잡한 상황들을 분석하며 문화적, 사회적, 구조적, 개인적 변화를 용이하게 하는 것'이라고 한다.

## 자격 요건
사회사업가 되려면 학사 학위 또는 사회사업 관련 학위증이 있어야 한다. 사회사업 관련 전공 대학원이 있는 국가들도 있다. 사회사업관련 전공을 졸업한 후 대학원으로 진학하는 경우가 점점 늘어나고 있다. 사회사업을 평생 교육의 과정으로 여기기도 한다. 우리나라에서는 사회복지를 필요로 하는 사람에 대하여 인간의 존엄성과 인간다운 생활을 할 권리를 보장하고 사회복지의 전문성을 높이기 위해 사회복지사의 경우 전공 또는 전공 커리큘럼을 충족하는 경우에 사회복지사 자격을 인정하고있다.
사회사업가로 활동할 수 있는 등록서류나 증명서를 요구하는 국가나 지역들도 있다. 전문 사회사업가 연합도 그에 맞는 학업 요구조건이 갖춰져야 한다. 사회사업가연합의 성공이유도 기업에서 직원을 뽑는 것과 같이 사람들에게 동등한 조건을 요구했기 때문이라고 볼 수 있다.

### 전문사회사업가협회
사회사업가들을 위한 전문 협회가 여러 곳에 존재한다. 이 협회들은 도덕적 지침을 제공하고 연합 및 사회사업가들을 지원하는 역할을 한다. 협회는 국제적, 대륙적, 국가적, 지역적으로 다양하게 있다. 주요 국제 협회는 국제사회복지연합(International Federation of Social Workers)과 사회사업학교육성국제협회(International Association of Schools of Social Work)이다. 미국에가 가장 큰 전문 사회 사업가 협회는 미사회사업가협회(National Association of Social Workers)이다.

### 사회사업노동조합
영국은 사회사업가의 반 이상이 공공부문에서 일하고 있으며 그 중 대부분은 공공노조(한국에 빗대면 민주노총 공공운수노조)인 UNISON에서 업무를 진행하고 있다. 몇몇은 United the union이나 GMB에 있다. 영국 사회사업가연맹(The British Union of Social Work Employees)는 2008년 노동조합이 되었다. 2011년 영국사회사업가협회를 설립했다. 1976년 사회사업가연맹을 설립했으나 노동조합총협의회의 인정을 받지 못했었다. 한국에서는 사회복지부문에서 일하는 노동자들의 민주노동조합인 민주노총 공공노조 사회복지지부가 있다.

## 전문 사회사업가들의 역할
전문사회사업가들의 가장 중요한 역할은 사건관리제도시행(미국이나 영국에서 흔히 쓰이는 에이전시나 프로그램을 심리사회적 요인을 필요로 하는 사람들에게 연결시켜주는 일), 상담, 심리치료, 복지사업관리, 사회복지정책분석, 정책 및 실습 개발, 사회 조직, 국제 개발, 사회 개발, 공동체 개발, 변호, 사회사업교육, 사회, 정치 연구 등 다양하다.

## 같이 보기
- 복지
- 사회복지사